# Pachycornia robusta
Pachycornia robusta là loài thực vật có hoa thuộc họ Dền. Loài này được (F. Muell.) Baill. mô tả khoa học đầu tiên năm 1887.